# Sonus
Sonus is het vierde studioalbum van Syn zijnde David T. Dewdney. Het album is opgenomen in zijn eigen Synstudio te Methil in Schotland. Het album is reeds in 2001 opgenomen, doch Dewdney gaf andere muziek eerder uit. Sonus deel 3 verscheen al eerder op compact disc. Niet zo vreemd want bijna alle muziek die Syn zou uitbrengen dateerde van rondom 2002.Opnieuw is het elektronische muziek uit de Berlijnse School

## Musici
- David T. Dewdney – synthesizers, elektronica

## Muziek
| Nr. | Titel        | Duur  |
| --- | ------------ | ----- |
| 1.  | Sonus part 1 | 3:31  |
| 2.  | Sonus part 2 | 5:40  |
| 3.  | Sonus part 3 | 23:19 |
| 4.  | Sonus part 4 | 16:02 |
| 5.  | Sonus part 5 | 24:56 |
| 6.  | Sonus part 6 | 5:20  |